# 藤本ひとみ
藤本 ひとみ（ふじもと ひとみ、1951年11月2日 - ）は、日本の作家。本名同じ。一部、藤本 瞳（読みは同じ）名義の著書もある。その他のペンネームに王領寺 静（おうりょうじ しずか）など。

## 略歴・人物
長野県飯田市出身。国家公務員として厚生省に勤務、その後地方公務員生活をしながら少年・少女漫画の原作を手がけ、1984年集英社第4回コバルト・ノベル大賞を受賞。1992年から、西洋史を扱った歴史小説や犯罪心理小説へ活動の場を移した。『侯爵サド』『ジャンヌダルク暗殺』で第19回および第23回吉川英治文学新人賞の最終候補となる。2010年からは日本を舞台にした歴史小説も発表している。
フランス政府観光局親善大使をつとめ、現在名誉委員、アカデミー・ドゥ・カスレ名誉会員、パリに本部を置くフランス・ナポレオン史研究学会の日本人初会員、ブルゴーニュワイン騎士団騎士。

## 作風
西洋史の歴史小説・犯罪心理学小説を主として書く。ヒット作となった『ブルボンの封印』をはじめ、大デュマの『三銃士』の翻案や同時代の作品を手がけている。
王領寺 静名義では、ファンタジー系少年小説を書いていた。この名義での著作には、中世西洋の騎士を描いた『黄金拍車』を始めとした「異次元騎士カズマ」シリーズ（角川スニーカー文庫）がある。

## 一般小説
- 「鑑定医シャルル」シリーズ

1. 見知らぬ遊戯（集英社 1993年7月 / 集英社文庫 1996年5月）
2. 歓びの娘（集英社 1994年6月 / 集英社文庫 1997年9月）
3. 快楽の伏流（集英社 1997年7月 / 集英社文庫 2000年9月）
4. モンスター・シークレット（文藝春秋 2012年7月 / 集英社 2020年）

- 綺羅星（角川書店 1995年9月 / 1998年11月 角川文庫）
- 貴腐（文藝春秋 2000年11月）
  - 【改題】貴腐 みだらな迷宮（文春文庫 2003年10月）
- 離婚まで（集英社 2001年4月 / 集英社文庫 2004年4月）
- 変態（文藝春秋 2002年9月）
  - 【改題】鎌倉の秘めごと（文春文庫 2006年6月）
- 「オデパン」シリーズ
  - オデパン（文藝春秋 2004年10月）
    - 【改題】華麗なるオデパン（文春文庫 2007年10月）

  - 恋愛王国オデパン（文藝春秋 2006年11月 / 文春文庫 2009年8月）
  - 快楽革命オデパン（文春文庫 2010年8月）
- いい女（中央公論新社 2005年3月 / 中公文庫 2006年10月）
TBS系列『愛の劇場』枠の連続テレビドラマ『いい女』の原作。
- シャネル（講談社 2005年10月 / 講談社文庫 2008年12月）
- 隣りの若草さん（白泉社 2006年7月）
- 離婚美人（文藝春秋 2007年4月 / 中公文庫 2010年4月）
- 恋する力（文藝春秋 2008年4月 / 中公文庫 2011年9月）
- マリリン・モンローという女（角川書店 2009年4月 / 角川文庫 2012年2月）
- KZ’Deep File（講談社　2015年 - 2017年）

1. KZ’Deep File 青い真珠は知っている
2. KZ’Deep File 桜坂は罪をかかえる
3. KZ’Deep File いつの日か伝説になる
4. KZ’Deep File 断層の森で見る夢は

- KZ'Uシリーズ（講談社　2018年 - ）

1. 失楽園のイヴ
2. 密室を開ける手
3. 数学者の夏
4. 死にふさわしい罪
5. 君が残した贈りもの

- 真珠王の娘（講談社 2024年10月）

## 歴史小説
フランス
- ブルボンの封印（新潮社 1992年12月 / 新潮文庫 1995年12月）
- ウイーンの密使―フランス革命秘話（講談社 1996年3月 / 講談社文庫 1999年5月）
  - 【改題】マリー・アントワネットの恋人（集英社 2009年3月）
- 大修院長ジュスティーヌ（文藝春秋 1996年9月 / 文春文庫 1999年9月）
- 聖戦ヴァンデ〔上・下〕（角川書店 1997年2月 / 角川文庫 2000年4月）
ジュリアン、ニコラ、アンリの3人を軸に、ヴァンデの反乱を描く歴史小説
- 侯爵サド（文藝春秋 1997年9月 / 文春文庫 2000年12月）
- 侯爵サド夫人（文藝春秋 1998年3月 / 文春文庫 2001年9月）
- コキュ伯爵夫人の艶事（新潮社 1995年2月 / 新潮文庫 1998年1月）
- 聖人の祝日シリーズ（仮称）
  - 聖アントニウスの夜（講談社 1998年5月）
    - 【改題】聖アントニウスの殺人（講談社文庫 2001年7月）

  - 聖ヨゼフ脱獄の夜（講談社 1999年7月）
    - 【改題】聖ヨゼフの惨劇（講談社文庫 2003年12月）
- 暗殺者ロレンザッチョ（新潮社 1998年10月 / 新潮文庫 2001年10月）
- 預言者ノストラダムス〔上・下〕（集英社 1998年12月）
  - 【改題】ノストラダムスと王妃（集英社文庫 2002年2月）
- バスティーユの陰謀（文藝春秋 1999年4月 / 文春文庫 2002年9月）
バスティーユ襲撃の舞台裏を描く。
- ジャンヌ・ダルク暗殺（講談社 2001年11月）
  - 【改題】聖女ジャンヌと娼婦ジャンヌ（新潮文庫 2006年1月）
- マダムの幻影（朝日新聞社 1999年10月）
  - 【改題】マリー・アントワネットの遺言（朝日文庫 2002年10月）
- 恋情（講談社 2001年5月）
  - 【改題】エルメス伯爵夫人の恋（新潮文庫 2004年11月）
- 皇帝ナポレオン〔上・下〕（角川書店 2003年9月 / 角川文庫 2006年12月）
- 令嬢テレジアと華麗なる愛人たち（集英社 2004年5月 / 集英社文庫 2007年5月）
- 殺人の四重奏 クラシックミステリー（集英社 2006年9月）
  - 【改題】令嬢たちの世にも恐ろしい物語 （集英社文庫 2009年9月）
- 「王妃マリー・アントワネット」シリーズ
  - 王妃マリー・アントワネット 青春の光と影（角川書店 2006年11月 / 角川文庫 2011年2月）
  - 王妃マリー・アントワネット 華やかな悲劇のすべて（角川書店 2008年6月）
    - 【改題】王妃マリー・アントワネット 華やかな悲劇（角川文庫 2011年2月）
- ナポレオン千一夜物語（潮出版社 2007年9月）
- ナポレオンの宝剣 愛と戦い（潮出版社 2009年9月）
- 新・三銃士―ダルタニャンとミラディ 少年編・青年編（講談社文庫 2008年5月）
デュマ・ペール原作「ダルタニャン物語」リライト小説
- 皇后ジョゼフィーヌのおいしい人生（集英社 2008年5月）
  - 【改題】皇后ジョゼフィーヌの恋（集英社文庫 2011年7月）
- アンジェリク 緋色の旗（講談社 2009年10月）

日本
- 銃姫伝（中央公論新社）

1. 幕末銃姫伝 -京の風　会津の花（2010年5月）
2. 維新銃姫伝 -会津の桜 京都の紅葉（2012年11月22日）

- 幕末京都守護職始末（中央公論新社）

1. 天狗の剣（2011年3月）
2. 壬生烈風（2012年3月）
3. 士道残照（2013年10月）

- 火桜が根 幕末女志士多勢子（中央公論新社 2014年9月）

その他
- 逆光のメディチ（新潮社 1993年12月 / 新潮文庫 1996年11月）
  - 【改題】ダ・ヴィンチの愛人（集英社文庫 2008年7月）
- ハプスブルクの宝剣〔上・下〕（文藝春秋 1995年7月 / 文春文庫 1998年6月）
- 皇妃エリザベート（講談社 2008年9月 / 講談社文庫 2011年12月）

## 対談・エッセイ
- 愛するとき愛されるとき（講談社 1991年3月 / 講談社+α文庫 1993年10月）
- 恋より大切な物（講談社 1992年5月 / 講談社+α文庫 1995年5月）
- BIG SEVEN（集英社 1993年12月）
- 藤本ひとみ対談集（集英社コバルト文庫 1995年9月）
- 安らぐ恋癒される愛（講談社 1997年2月）
  - 【改題】時にはロマンティク（講談社文庫）

歴史エッセイ等
- 藤本ひとみのミーハー英雄伝（学習研究社 全4巻 1990年4月-1993年4月）
  1. 藤本ひとみのミーハー英雄伝（角川スニーカー文庫 1993年2月）
  2. 藤本ひとみのカジュアル英雄伝（角川スニーカー文庫 1993年6月）
  3. 藤本ひとみのラディカル英雄伝（角川スニーカー文庫 1993年9月）

角川スニーカー文庫版全3巻は学習研究社版全4巻を再編集したもの
- マリー・アントワネットの生涯（中央公論新社 1998年7月 / 中公文庫 2001年6月）
- ジャンヌ・ダルクの生涯（講談社 2001年1月 / 中公文庫 2005年9月）
- 悪女が生まれる時――シャルロット・コルデー／テレジア・タリアン（中央公論新社 2001年9月）
  - 【改題】天使と呼ばれた悪女（中公文庫 2005年4月）

シャルロット・コルデー、テレーズ・カバリュス、2人の悪女に関するエッセイ。
- パンドラの娘（講談社 2002年3月）
- 悪女の物語 マリー・アントワネットの娘／マルゴ王妃（中央公論新社 2002年5月）
  - 【改題】マリー・アントワネットの娘 （中公文庫 2005年1月）

マリー・テレーズとマルグリット・ド・ヴァロアに関する評論と自らの家族に関するエッセイ。
- ナポレオンの恋人たち―愛される女の条件（角川書店 2004年9月）
  - 【改題】皇帝を惑わせた女たち （角川文庫 2007年9月）
- ナポレオンに学ぶ 成功のための20の仕事力（日経BP社 2007年10月）
- 華麗なる古都と古城を訪ねて （中公文庫 2009年2月）
- 人はなぜ裏切るのか ナポレオン帝国の組織心理学（朝日新書 2009年5月）

## ライトノベル
- まんが家マリナ・シリーズ - 未完（集英社コバルト文庫 1985年 - 1993年）既刊18巻(上・下巻含む)
  - まんが家マリナ・赤いモルダウの章 シリーズ - 未完（集英社コバルト文庫 1994年 - 1995年）既刊3巻
- 花織高校恋愛スキャンダル シリーズ（集英社コバルト文庫 1986年 - 1988年）
  - 「ロマンスパン伝説」
  - 「あっぷる神話」　
  - 「さくらんぼ聖書」
  - 「ばら物語」
  - 「にんじん童話」
  - (「マシュマロ寓話」)

イラスト 鈴木奈つき
- ららばいシリーズ（集英社コバルト文庫 1987年 - 1990年）
- 星苑学園恋愛レポート シリーズ（集英社コバルト文庫 1988年 - 1990年）
- ユメミと銀のバラ騎士団 シリーズ - 未完（集英社コバルト文庫 1989年 - 1993年）
  - 【改題】夢美と銀の薔薇騎士団 シリーズ（エンターブレインビーズログ文庫 2013年 - 2014年） - 上記原作のリメイク作。執筆者は柳瀬千博。
- 由里奈のキャスター物語 シリーズ（角川文庫 1989年 - 1991年）
- 新花織高校恋愛サスペンス シリーズ - 未完（集英社コバルト文庫 1990年 - 1994年）
- ファッション界ストーリー シリーズ（角川文庫 1991年 - 1994年）

全3作。最初の2作『恋愛イリュージョン』『恋愛エチュード』はテレビドラマ『嵐の中の愛のように』の原作。
- 妖精ステップ（角川スニーカー文庫 1991年、イラスト：元木義子 / 集英社コバルト文庫 1997年、イラスト：さいとうちほ） - コバルト文庫版は藤本瞳名義。
- テーヌ・フォレーヌ シリーズ - 未完（新潮文庫 1991年 - 1993年）
- KZ少年少女ゼミナール シリーズ - 未完（集英社コバルト文庫 1992年 - 1993年）
  - 【改題】探偵チームKZ事件ノート シリーズ（講談社青い鳥文庫 2011年 - ） - 上記原作のリメイク作および続編。執筆者は住滝良。
- リバイバル・セレクション シリーズ（集英社コバルト文庫 1993年 - 1998年）
- ほほえみがいっぱい（集英社コバルト文庫 1989年8月、イラスト：佐藤まり子）
- 花ざかりのロワイアル（集英社コバルト文庫 1989年11月）
- トレドの花冠（角川スニーカー文庫 1990年4月）
- 緋色のルージュではじまった（新潮文庫 1990年6月）
- はるかなる君によせて（集英社コバルト文庫 1990年7月）
- 光と影のアレナ（角川スニーカー文庫 1990年7月）

### 王領寺静名義
- 異次元騎士カズマシリーズ
  - 黄金拍車 - 全5巻（角川文庫・角川スニーカー文庫 1988年3月 - 1989年9月 イラスト：安彦良和・第1巻挿絵のみ小島康治）
  - 骸骨旗（ジョリー・ロジャー）トラベル - 全3巻（角川スニーカー文庫 1990年4月 - 1991年3月 イラスト：安彦良和）
  - 剣奴王ウォーズ - 既刊2巻、未完（角川スニーカー文庫 1991年9月 - 1992年3月 イラスト：安彦良和）

## 児童向け作品
- 三銃士（講談社「痛快 世界の冒険文学」シリーズ第21巻 1999年6月 / 講談社青い鳥文庫（新装版） 2009年11月）児童向けリライト作品
- 歴史発見!ドラマシリーズ（青い鳥文庫）
  - マリー・アントワネット物語 上中下巻（2010年）
  - 美少女戦士 ジャンヌ・ダルク物語（2011年）
  - 新島八重物語-幕末・維新の銃姫（2012年）
- 探偵チームKZ事件ノート（2011年3月 - 、青い鳥文庫） - 執筆者は住滝良。
- 妖精チームG事件ノートシリーズ（2014年 - 2016年）
- ときめき生徒会ミステリー研究部シリーズ - 執筆者は伏見奏。
  - 貴公子カフェのチョコドーナツ（2015年6月、角川つばさ文庫）
  - ガラスの貴公子の秘密（2015年8月、角川つばさ文庫）
- 眠れる森の美女 クラシックバレエおひめさま物語（2014年12月、講談社）
- それは正義が許さない!（2022年4月 - 、青い鳥文庫）

## 漫画原作・原案協力
- 燃える星冠（作画：かざり由香、講談社フレンドKC 1982年）ホラー漫画
  - サラマンドラの魔女（作画：かざり由香、コミックスフレンド 1984年）ホラー漫画
- 悪魔の招待状（作画：菊川近子、講談社コミックスフレンド 1983年）ホラー漫画
- アリシア 白の輪舞(ロンド)-鉄仮面の秘密（作画：はざまもり、コミックスフレンド 1984年11月）フランス鉄仮面伝説を題材とした作品
- ガラスの標的（作画：関よしみ、講談社コミックスなかよし 1984年）　ホラー漫画
- 赤の旋律(メロディー)（作画：はざまもり、コミックスフレンド）「トレドの花冠」としてその後を小説化。スペインで闘牛士を目指す日本人少女の恋・苦悩…の物語。
- ないしょないしょの水玉リボン（作画：中里あたる、コミックスフレンド）
- 階段は知っている（作画：はざまもり、コミックスフレンド 1985年4月）ホラー漫画
- なつき長月神無月（作画：さこう栄、コミックスなかよし 1985年）
- 赤い悪魔の子守歌（作画：関よしみ、コミックスなかよし 1985年）ホラー漫画
- 虹をとべ!リオンヌ（作画：しのざき薫、コミックスフレンド 1986年11月）※花織まりこ名義。「花ざかりのロワイアル」として小説化（藤本ひとみ名義）。男として育てられたルイ14世の恋物語。
- Jump up エンジェル（作画：そうだふみえ、ハローフレンド→少女フレンド、講談社、1986年-1987年） - 花織まりこ名義。新体操漫画。
- THE STAR（島崎譲、全24巻 講談社KCスペシャル 1987年9月-1991年9月） - 原案協力（3巻まで）。
  - THE STAR - マンガ図書館Z（外部リンク）
- うさぎちゃん ラブ・オール（作画：上野すばる、コミックスなかよし 1988年）
- 藤本ひとみクラシカルコレクション （講談社漫画文庫 2006年5月）
  - 「赤い悪魔の子守歌」「階段は知っている」収録

## 他メディア化

### テレビドラマ
- 嵐の中の愛のように ※原作：ファッション界ストーリー シリーズ「恋愛イリュージョン」「恋愛エチュード」
- いい女（TBSテレビ系列愛の劇場）

### アニメ
- 探偵チームKZ事件ノート 原案:藤本ひとみ、文章:住滝良

### アニメ映画
- 愛と剣のキャメロット 漫画家マリナタイムスリップ事件
- 月光のピアス ユメミと銀のバラ騎士団

## 漫画
- リング・どりいむ（作画：進藤博子、集英社 1985年）
- りんごの星時間（作画：竹田真理子、講談社 1989年8月） - 原作：花織高校シリーズ「あっぷる神話」
- マリナ恋冒険（作画：谷口亜夢、コミックスフレンド 1990年1月）※原作：まんが家マリナ・シリーズ「愛の迷宮で抱きしめて」
- ばら物語（作画：さいとうちほ、「ひとみWorld夢辞典」1-2巻に収録）
- ユメミと銀のバラ騎士団（作画：しもがやぴくす&みらい戻、集英社マーガレットコミックス）

1. 月光のピアス（1992年6月）
2. 星影のブレス全2巻（1992年12月 - 1993年3月）

- ブルボンの封印（作画：森川久美、角川書店あすかコミックスDX 1994年 / 講談社漫画文庫 2003年）
- 逆光のメディチ（作画：滋野深雪、角川書店 2001年6月）
- 欲望の聖女 令嬢テレジア（作画：森園みるく、小学館フラワーコミックススペシャル 2006年） - 原作:令嬢テレジアと華麗なる愛人たち

## 舞台
- 歓びの娘 (スタジオライフ)
- ブルボンの封印(宝塚歌劇)
- ハプスブルクの宝剣(宝塚歌劇)

## ラジオドラマ
- 青春アドベンチャー
  - 王女アストライア（1992年5月） - 原作:テーヌ・フォレーヌ シリーズ1作目
  - ブルボンの封印（1993年8月）
  - ハプスブルクの宝剣（2020年3月）

## 関連
- 1985/02 コバルト・ノベル大賞入選作品集 2

『眼差（まなざし）』			コバルトシリーズ	集英社